# Fullerton (California)
Fullerton è un centro abitato (City) degli Stati Uniti d'America, situato nella contea di Orange dello stato della California. Nel censimento del 2000 la popolazione era di 126.003 abitanti.

## Geografia fisica
Secondo i rilevamenti dello United States Census Bureau, Fullerton si estende su una superficie di 57,6 km².